# Slaget vid Falkenberg
Slaget vid Falkenberg var ett slag under trettioåriga kriget. Slaget stod mellan svenska och tysk-romerska styrkor den 13 november 1630 vid Falkenberg i Pommern.

## Bakgrund
Efter att ha etablerat sig över Usedom och Wollin, samt intagit det viktiga Stettin, inledde Gustav II Adolf försöken med att erövra de många fästningarna runtom i Pommern. Ifrån Gartz skickades det ständiga förstärkningar emot Kolberg, men dessa blev ofta hindrade av svenskarna. Därför marscherade en 3500 man stark här under befäl av Fernando da Capua ut ifrån Gartz den 4 november, för att via Dramburg och Schivelbein nå fram till Kolberg. Den 8 november fick den svenska befälhavaren i dessa trakter, Dodo zu Innhausen und Knyphausen, kännedom om fiendens rörelser, och fick samma dag befallning av Gustav Horn att förena deras både härar vid Treptow an der Rega. Horn lämnade Alexander Leslie som befälhavare i Stettin och kunde den 12 november förenas med Knyphausen vid Gross Jestin, där det nu stod 5500 man och fem kanoner. Klockan tre om morgonen dagen därefter hördes fienden, som nu dock retirerade inför den större svenska hären. Horn marscherade omedelbart efter och tillfångatog små fientliga avdelning runtom i orterna. Av dessa informerades han att fienden var två timmar före, efter vilket Horn samlade allt kavalleri och 1000 infanteri för att snabbare komma ifatt, medan resterande infanteri och artilleriet långsamt rörde sig bakom under befäl av Heinrich Matthias von Thurn. Vid Stolzenberg nådde man till sist fienden, som ställde sig i slagordning vid den lilla orten Falkenberg.

## Slaget
När slaget skulle inledas föll stark dimma över slagfältet, som gjorde det omöjligt att se någonting, men Horn fortsatte likväl att försöka besegra fienden. Han ville forcera arriärgardet in i det fientliga infanteriet, för att framkalla oordning och ge von Thurn tid att nå slagfältet. Horn beordrade därför Wolf Heinrich von Baudissin att anfalla med delar av kavalleriet. Inledningsvis mötte anfallet med framgång, men snart rände von Baudissin in i det fientliga infanteriet, som tvingade honom tillbaka. Som ett resultat av dimman kunde inget ordentligt anfall mot den fientliga hären vidtas, och efter några fler gagnlösa anfall med kavalleriet kunde fienden fortsätta sitt återtåg, utan några större förluster från vardera sida.

## Följder
Slaget var det första regelrätta fältslaget under det svenska skedet av kriget. Efter slaget återtågade den fientliga hären till Gartz medan den svenska hären mötte Gustav II Adolf i Greifenberg, varifrån den sedan skingrades och återvände till de ställen den innehaft före slaget.